# Villentrois
Villentrois és un antic municipi francès, situat al departament de l'Indre i a la regió de Centre – Vall del Loira. El 2019 es fusionà amb Faverolles-en-Berry per crear el nou municipi de Villentrois-Faverolles-en-Berry.

## Demografia

### Població
El 2007 la població de fet de Villentrois era de 623 persones. Hi havia 269 famílies, de les quals 92 eren unipersonals (48 homes vivint sols i 44 dones vivint soles), 109 parelles sense fills, 56 parelles amb fills i 12 famílies monoparentals amb fills.
La població ha evolucionat segons el següent gràfic:
Habitants censats

### Habitatges
El 2007 hi havia 431 habitatges, 277 eren l'habitatge principal de la família, 94 eren segones residències i 59 estaven desocupats. 407 eren cases i 24 eren apartaments. Dels 277 habitatges principals, 220 estaven ocupats pels seus propietaris, 52 estaven llogats i ocupats pels llogaters i 5 estaven cedits a títol gratuït; 4 tenien una cambra, 12 en tenien dues, 50 en tenien tres, 90 en tenien quatre i 121 en tenien cinc o més. 144 habitatges disposaven pel capbaix d'una plaça de pàrquing. A 125 habitatges hi havia un automòbil i a 109 n'hi havia dos o més.

### Piràmide de població
La piràmide de població per edats i sexe el 2009 era:
| Homes | Edats   | Dones |
| ----- | ------- | ----- |
| 0     | 95 o +  | 0     |
| 0     | 90 a 94 | 16    |
| 12    | 85 a 89 | 8     |
| 4     | 80 a 84 | 4     |
| 28    | 75 a 79 | 24    |
| 20    | 70 a 74 | 4     |
| 36    | 65 a 69 | 24    |
| 24    | 60 a 64 | 24    |
| 12    | 55 a 59 | 16    |
| 16    | 50 a 54 | 4     |
| 32    | 45 a 49 | 28    |
| 12    | 40 a 44 | 12    |
| 28    | 35 a 39 | 16    |
| 4     | 30 a 34 | 12    |
| 12    | 25 a 29 | 8     |
| 24    | 20 a 24 | 24    |
| 12    | 15 a 19 | 20    |
| 28    | 10 a 14 | 8     |
| 20    | 5 a 9   | 16    |
| 12    | 0 a 4   | 4     |

## Economia
El 2007 la població en edat de treballar era de 345 persones, 249 eren actives i 96 eren inactives. De les 249 persones actives 217 estaven ocupades (112 homes i 105 dones) i 32 estaven aturades (19 homes i 13 dones). De les 96 persones inactives 47 estaven jubilades, 12 estaven estudiant i 37 estaven classificades com a «altres inactius».

### Ingressos
El 2009 a Villentrois hi havia 281 unitats fiscals que integraven 598 persones, la mediana anual d'ingressos fiscals per persona era de 14.848 €.

### Activitats econòmiques
Dels 15 establiments que hi havia el 2007, 2 eren d'empreses extractives, 1 d'una empresa alimentària, 1 d'una empresa de fabricació d'altres productes industrials, 2 d'empreses de construcció, 3 d'empreses de comerç i reparació d'automòbils, 1 d'una empresa de transport, 1 d'una empresa d'hostatgeria i restauració, 2 d'empreses de serveis, 1 d'una entitat de l'administració pública i 1 d'una empresa classificada com a «altres activitats de serveis».
Dels 5 establiments de servei als particulars que hi havia el 2009, 1 era una oficina de correu, 1 paleta, 1 fusteria, 1 perruqueria i 1 restaurant.
Dels 4 establiments comercials que hi havia el 2009, 1 era una botiga de més de 120 m², 2 fleques i 1 una fleca.
L'any 2000 a Villentrois hi havia 37 explotacions agrícoles que ocupaven un total de 1.600 hectàrees.

## Equipaments sanitaris i escolars
El 2009 hi havia una escola elemental integrada dins d'un grup escolar amb les comunes properes formant una escola dispersa.

## Poblacions més properes
El següent diagrama mostra les poblacions més properes.